# Marc Pastor Pedron
Marc Pastor Pedron   (Barcelona, 12 d'octubre de 1977) és un escriptor català que forma part de la secció científica dels Mossos d'Esquadra. Les seves obres han estat traduïdes a l'anglès, alemany, italià, el francès, el txec, l'hongarès, el polonès i el coreà.

## Obres

### Novel·la
- Montecristo (Proa, 2007)
- La mala dona (La Magrana, 2008). Tracta del personatge històric de la Barcelona negra Enriqueta Martí, coneguda amb el sobrenom del "Vampir del carrer de Ponent",[3] ja que fou responsable del rapte, violació, assassinat, inducció a la prostitució i tortura de nombrosos infants del carrer, majoritàriament fills de prostitutes barcelonines.
- L'any de la plaga (La Magrana, 2010)
- Bioko (Ara Llibres, 2013)
- Farishta (Ara Llibres, 2017)[4]
- Els àngels em miren (Ara Llibres, 2019)
- L'horror de Rèquiem (Mai Més, 2020)
- Riu de safirs (Edicions 62, 2024)[5]

### Altres dades literàries
Ha publicat relats a les antologies The Wire. 10 dosis de la mejor serie de televisión, (2010); Veus, (2010); Crims.cat, (2010) i El llibre de la Marató, (2010).

## Premis
- I Premi Crims de Tinta (2008) per La mala dona.[6]